# مصفورة ثورنتونية
مصفورة ثورنتونية (الاسم العلمي:Xanthorrhoea thorntonii) هي نوع من النباتات يتبع جنس المصفورة من الفصيلة المصفورية.